# 曼努埃拉·卢策
s曼努埃拉·卢策（德語：Manuela Lutze，1974年3月20日—），德国女子赛艇运动员。她曾代表德国参加1996年、2000年、2004年和2008年夏季奥林匹克运动会赛艇比赛，获得二枚金牌和一枚铜牌。